# کانن ئی‌اواس ۴۰دی
دوربین کانن ئی‌اواس ۴۰دی (به انگلیسی: Canon EOS 40D)دوربین تک لنزی بازتابی (DSLR) شرکت کانن می‌باشد، که در تاریخ ۲۰ اگوست ۲۰۰۷ توسط این شرکت معرفی شد.

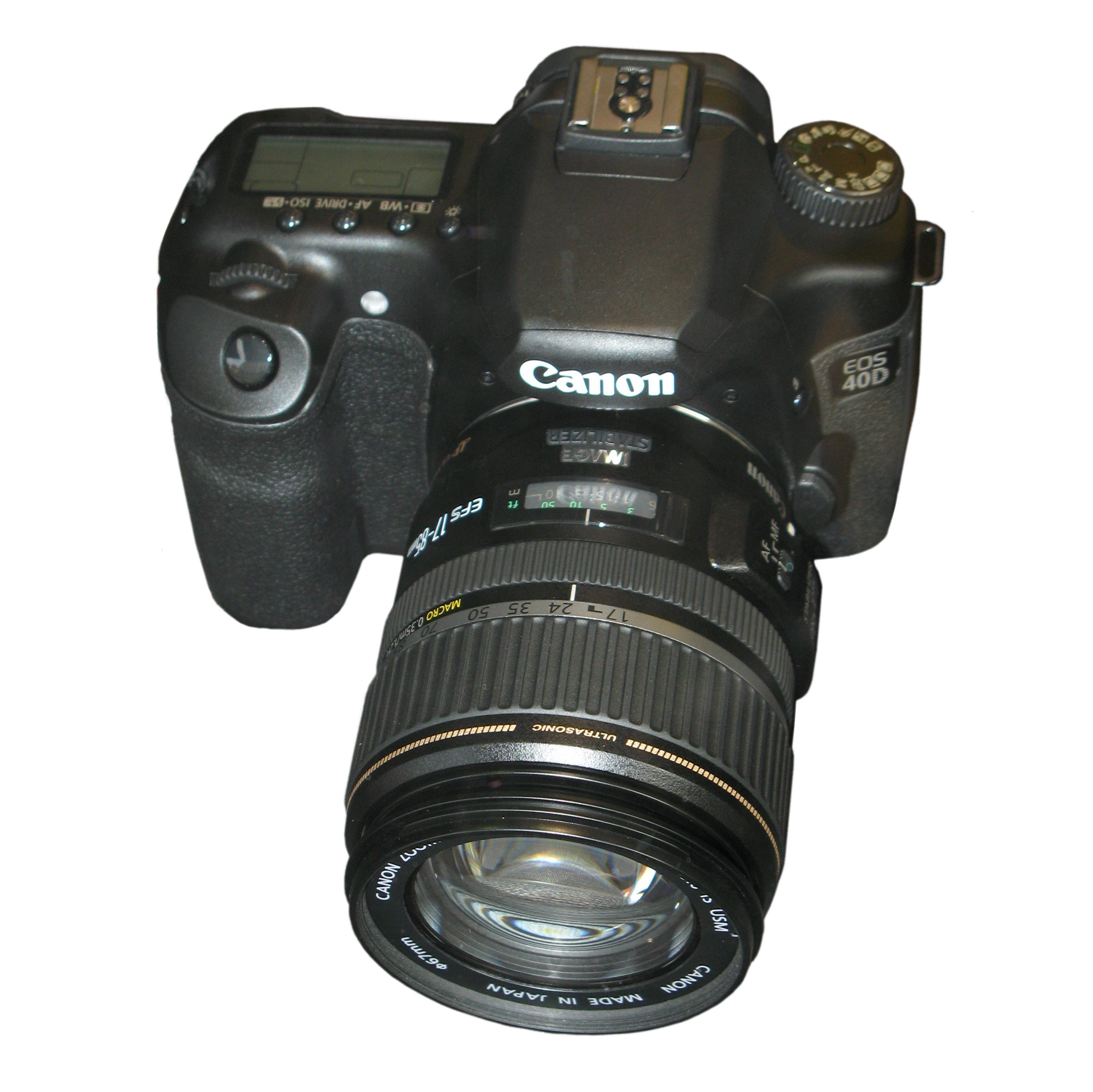
کانن ای‌اواس ۴۰دی